# Dungeons & Dragons
Dungeons & Dragons (укр. «Підземелля і дракони», скорочується до D&D або DnD) — настільна рольова гра в стилі фентезі, за часом видання перша рольова гра у світі, яка випускається компанією Wizards of the Coast.
Уперше D&D випустила компанія TSR, Inc. в січні 1974 року. Відтоді гра пережила значну кількість перевидань і кілька редакцій правил. Поточна редакція правил називається Dungeons & Dragons 5 (2014). D&D є найпопулярнішою настільною рольовою грою у світі й здійснила значний вплив на масову культуру та фентезі. За Dungeons & Dragons існує велика кількість супутньої продукції, у тому числі, похідні настільні та карткові ігри, відеоігри, книги та фільми.

## Правила

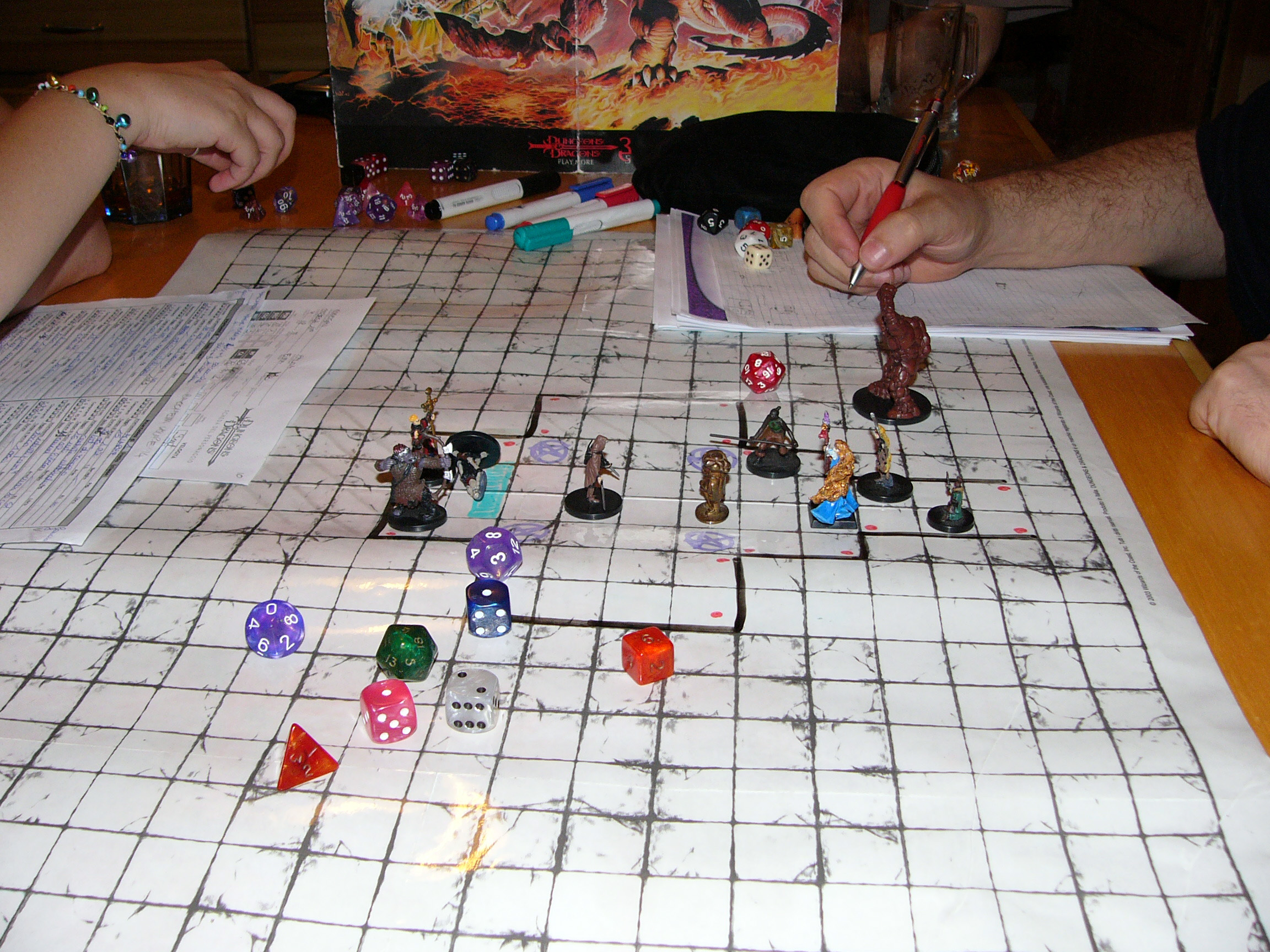
Гравці грають у власноруч накресленому «підземеллі»

### Основи
У грі беруть участь ігровий майстер (або повелитель підземелля — калька з англ. Dungeon Master, DM) та кілька гравців, зазвичай від 3-х до 6-ти. Для гри необхідні розкреслене поле, мініатюри персонажів та аркуші із записами їхніх характеристик, гральні багатогранники і посібники з правилами. Додатково для наочності можуть використовуватися мініатюрні декорації. Кожен гравець керує діями одного персонажа ігрового світу, переміщуючи його фігурку «підземеллям» із квадратною розміткою. Повелитель не має власного персонажа в грі, але він діє від імені всіх неігрових персонажів (NPC, Non Player Character), таких як вороги чи помічники. Також він описує сам світ і події, що в ньому відбуваються.
Протягом гри кожен гравець задає дії для свого персонажа, а результати дій визначаються Повелителем відповідно до правил. Випадкові події моделюються киданням грального кубика (англ. dice). Характеристики та їхні зміни записуються на звичайних аркушах паперу або попередньо розмічених. Іноді рішення майстра можуть не відповідати правилам задля сприяння цікавості ігрового сеансу. Це є «золотим правилом Dungeons & Dragons»: «Ігромайстер завжди правий», так званим «свавіллям Повелителів».

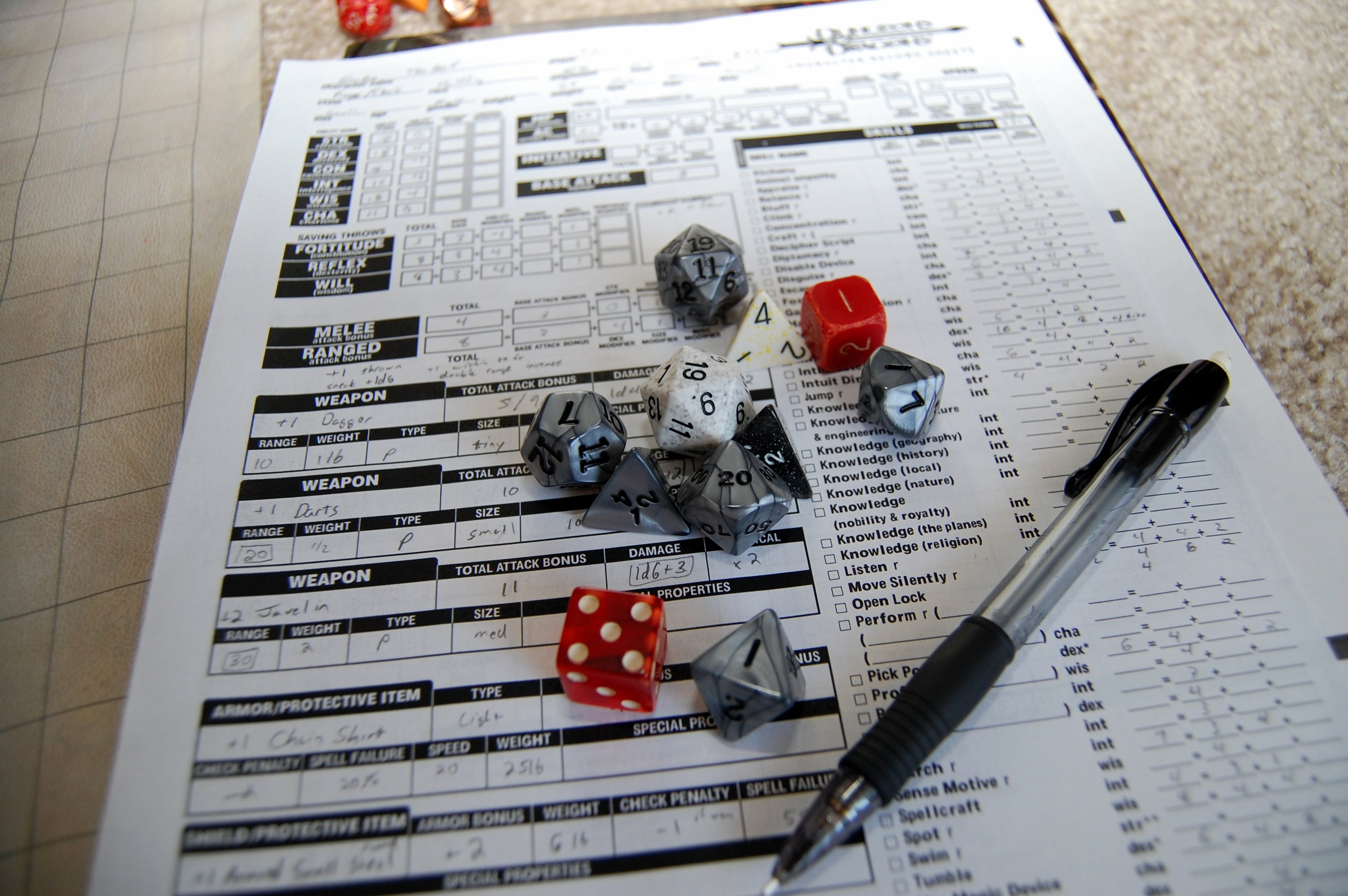
Кубики на аркуші персонажа

### Персонажі
Перед початком гри кожен гравець створює персонажа — своє втілення в ігровому світі. Для цього насамперед визначаються й записуються його базові параметри: сила, спритність, статура, інтелект, мудрість і харизма — зазвичай, кидком трьох шестигранних кубиків (скорочено, 3D6, від англ. 6-dimensional — шестивимірний). Потім гравець обирає расу та клас свого персонажа. Класичними расами є дворф, гном, напіворк, напівельф, піврослик, людина та ельф. Різні раси мають свої особливості, як можливості отримання класів або стійкість до певних заклять. З класів існують: бард, боєць, варвар, друїд, заклинач, клірик, маг, монах, паладин, пройдисвіт, рейнджер, чаклун. Клас додатково визначає характеристики, схильності та здібності. Персонаж може мати кілька класів.
Після цього він може вибрати навички та вміння, якими персонаж володітиме, а також позначити його світогляд, який впливає на дії персонажа. Можна також обрати божество, якому персонаж поклоняється. Наостанок гравцеві необхідно належним чином спорядити персонажа: дати обладунки та зброю для воїна, сувої та магічні речі для чаклуна, відмикачки та спеціальні інструменти для пройдисвіта тощо.
Також за погодженням з майстром гравець може писати чи не писати квенту — біографію персонажа, яка потрібна, щоб він краще вписувався в ігровий світ. У процесі гри персонаж може змінити свої параметри, поліпшити їх завдяки отриманому досвіду.

### Подорожі
Протягом гри партія (персонажі, що діють разом) подорожує світом і виконує різноманітні завдання. Під час подорожей персонажі на розсуд майстра отримують досвід, який так чи інакше сприяє поліпшенню характеристик персонажа. Також персонажі заробляють гроші й отримують спорядження. На відпочинку вони відновлюють здоров'я відповідно до свого рівня.
У грі може бути безліч дрібніших ігор, де персонажі переходять з однієї в іншу. Вона може закінчуватися після виконання певного завдання, а може продовжуватися нескінченно.

### Битви

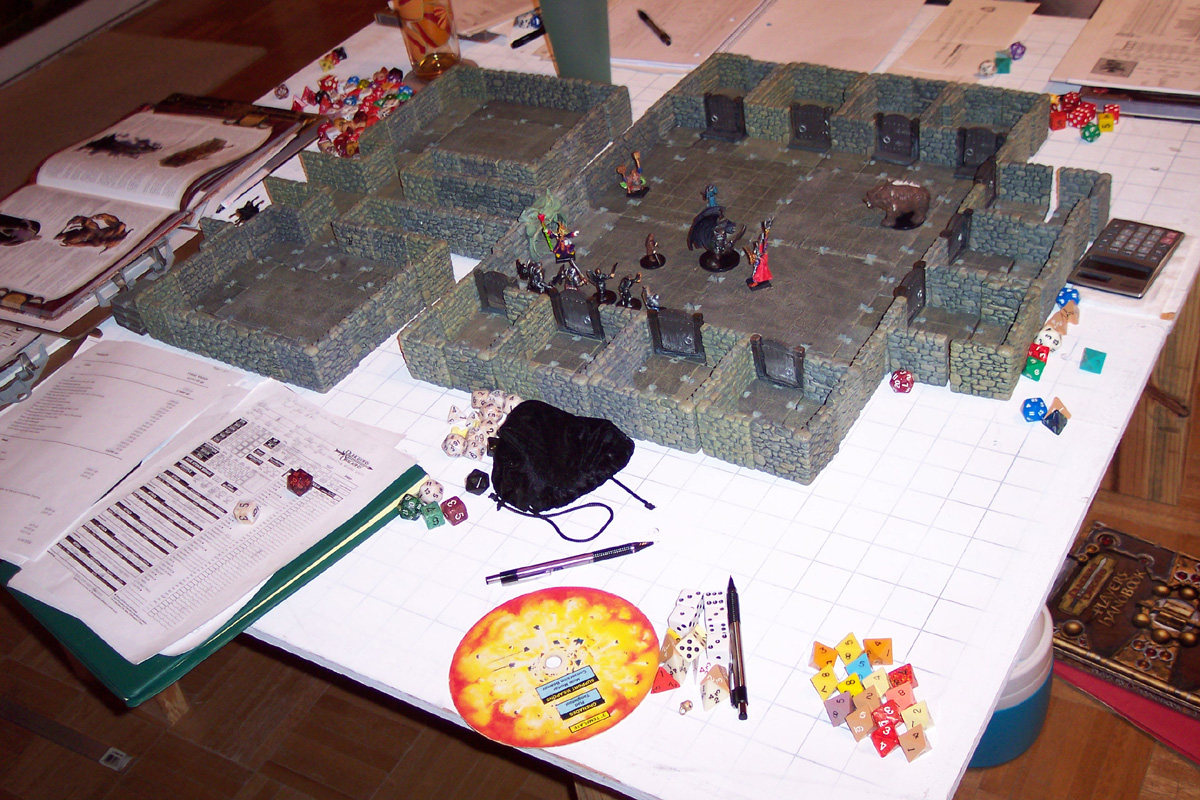
Декорації «підземелля» для Dungeons & Dragons

У битвах оцінюються характеристики, залежні від базових характеристик, визначених під час створення персонажа. Це пункти здоров'я, клас захисту, ініціатива, бонус атаки, рятівні кидки.
Битва поділяється на раунди по 6 секунд. Кидком 20–гранного кубика (D20, від англ. 20-dimensional — двадцятивимірний) визначається перевірка ініціативи кожного персонажа. Персонажі діють у порядку від вищої ініціативи, до нижчої. Упродовж раунду істота може переміщуватися, нападати, нападати здалеку (чарувати, стріляти), використовувати особливі здібності чи відштовхувати супротивників. Важке спорядження знижує швидкість руху. Місцевість також доповнює ігровий процес. Наприклад, галька сповільнює персонажів. Кидком D20 з додаванням значення атаки та модифікаторів, прописаних у правилах, гравець розраховує бонус атаки. Коли випадає одиниця — зараховується промах. Гравці не можуть навмисно завдати шкоди союзникам, проте на них поширюється руйнівний вплив деяких атак по області. Елементи місцевості, перепони дають певний захист від атак. Часом можливо знезброїти ворога, схопити його чи вкрасти його речі.
Деякі істоти за розміром більші за наявні на полі бою проходи. До прикладу, вони займають дві клітинки, а прохід — лише одну. Їм дозволяється протискуватися в проходи, удвічі менші за їхні розміри, рахуючи кожну клітинку за дві, але натомість отримуючи штрафи, а також вони не можуть завершити там свій хід. Так само існують істоти менші за клітинку, які можуть стояти в них гуртом.
Певні ситуації змушують істот виконувати рятівні кидки для уникнення або зниження негативного впливу. Щоб виконати рятівний кидок, слід кинути D20 і додати модифікатор, прописаний у правилах.
Магія впливає як на ворогів, так і на союзників. Існує магія зі шкідливим і корисним впливом на параметри персонажа. Вплив однакових одночасних чарів, зазвичай, не додається. Існують чари з тривалим впливом, який не діє на певних істот. Сила чарів залежить від рівня класу персонажа. Щоб чарувати, персонаж повинен сконцентруватися, і цей процес не має перериватися.
Традиційне керівництво гри або збірка правил містить три книги: «Player's Handbook», «Dungeon Master's Guide» і «Monster Manual». Також існують різні доповнення, які ігромайстер може використовувати на свій розсуд.

## Історія

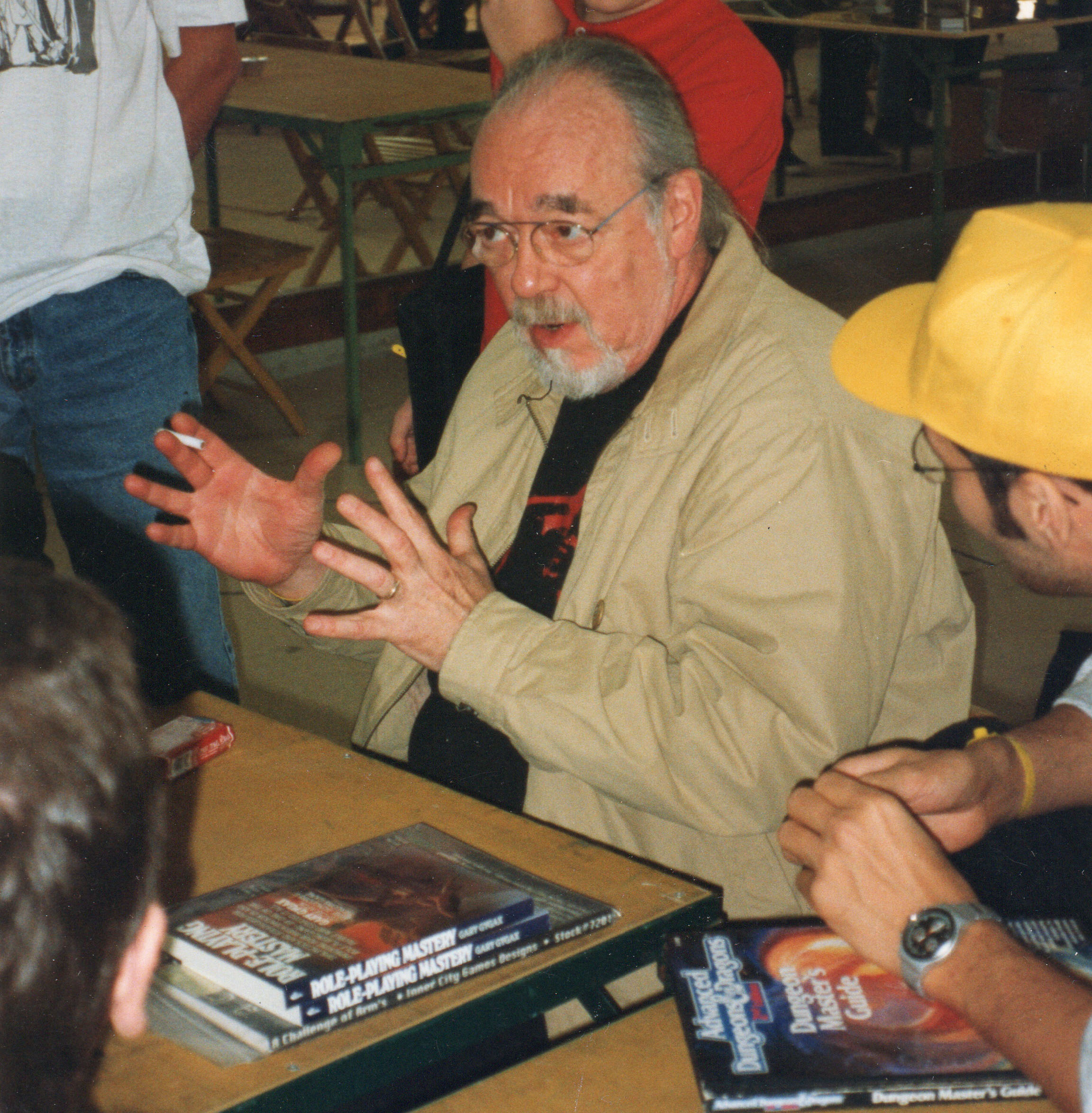
Гері Гайгекс, творець гри, на заході ModCon 1999

Рольовій грі Dungeons & Dragons передувала розроблена в 1970–му р. Гері Гайгексом, засновником клубу настільних ігор International Federation of Wargamers, гра Chainmail, видана наступного року. Ця гра з середньовічним антуражем та фентезійними елементами, як чаклуни і дракони, була використана другом Гайгекса Дейвом Арнесоном для власної гри Blackmoor. У співпраці з Доном Кеєм і Браяном Блумом Гайгекс та Арнесон розробили наступну гру, що отримала назву Dungeons & Dragons. Для її видавництва було утворено товариство Tactical Studies Rules.
На правила Dungeons & Dragons вплинули настільні стратегічні ігри 1950-60-х років, головним чином військово-тактичні ігри зі слайдами, у яких окремі бойові одиниці відображалися на столі за допомогою фігурок. Присутність гобітів, ельфів, гномів, орків, драконів та інших фентезійних істот дала підстави порівнювати світ D&D з творами Дж. Р. Р. Толкіна, хоча Гайгекс стверджував, що вплив «Володаря перснів» було мінімальним, а використання елементів із трилогії — маркетинговим ходом.
Dungeons & Dragons вперше вийшла в січні 1974 року тиражем 1000 примірників. Наступного року вдалося реалізувати ще 3000. Гра отримала доповнення Greyhawk, яке вводило класи злодія та паладина. Незабаром вийшов пригодницький модуль S1: Tomb of Horrors.
Протягом 1976 року продажі зростали, D&D було розширено доповненнями Eldritch Wizardry and Gods та Demi-Gods and Heroes. У 1977 гра розділилася на базову Dungeons & Dragons і Advanced Dungeons & Dragons. Базове видання цього року стало першим, яке містило в комплекті кубики. Також TSR Hobbies видало книгу Monster Manual з описом 350 монстрів. На сюжетну основу Advanced-правил вплинула творчість таких фантастів, як Роберт Говард, Едгар Берроуз, Майкл Муркок, Роджер Желязни, Пол Андерсон, Лайон Спрег де Камп, Абрахам Мерріт та інших.
У 1978 році список супутньої літератури поповнився книгою Players Handbook із докладними правилами для гравців та кількома модулями, що описували додаткові правила. За ними було посібник ігрового майстра Dungeon Masters Guide. Станом на 1980 рік щомісячно продавалося по 12000 примірників гри. Доповнення стали публікуватися в журналі, присвяченому настільним іграм, «White Dwarf».
У 1980-х Dungeons & Dragons здобула таку популярність, що стала з'являтися в численних медія, а 1982-го вийшла перша відеогра за D&D для Apple II. У 1983 гра вперше була перекладена іноземною мовою, французькою, а за нею й на інші (данську, фінську, німецьку, іврит, італійську, японську, корейську, норвезьку, шведську та ін.).
Гра розширювалася численними доповненнями, паралельно розвивалася й Advanced Dungeons & Dragons. На хвилі популярності колекційних карткових ігор 1994 року TSR видали Spellfire: Master the Magic. При регулярному виході доповнень, Dungeons & Dragons отримала супутні ігри, такі як Dragonlance: Fifth Age. У 1996 році вийшов перший електронний варіант правил, який поширювався на CD-дисках. Із 1998 року гра здобула нову хвилю популярності, коли BioWare випустила відеогру Baldur's Gate за сетингом Forgotten Realms. 2001 року було видано гру з мініатюрами Dungeons & Dragons Chainmail, а у 2003 першу колекційну гру з мініатюрами Dungeons & Dragons Miniatures Game. Тридцята річниця гри відзначилася книгою ретроперспективи «30 Years of Adventure» (2004). Впродовж 2000-х виходили численні відеоігри, книги та інша супутня продукція. 2013 року оригінальна Dungeons & Dragons 1974 року вийшла репринтом як колекційне видання.

## Редакції
Правила Dungeons & Dragons пройшли через кілька редакцій. Оригінальні правила були опубліковані в 1974 і доповнені у наступні два роки. Офіційні та популярні неофіційні доповнення публікувалися в журналах «The Strategic Review» і «Dragon». У 1977 TSR випустила дві нові версії: Advanced Dungeons & Dragons і Basic Dungeons & Dragons.
Basic Dungeons & Dragons була полегшеною (вступною) версією гри. 1977 року Dungeons & Dragons Basic Set, також названий Другим виданням, вийшов у коробковій версії. Це видання було виправлено в 1981, одночасно з випуском Expert Set, що доповнило основні правила. Між 1983 і 1985 вийшло Третє видання серією з п'яти боксових наборів: Basic Rules, Expert Rules, Companion Rules, Master Rules і Immortal Rules. 1991 року правила Dungeons & Dragons були перевидані. Це видання містить Dungeons & Dragons Game (вступні правила) і Dungeons & Dragons Rules Cyclopedia (керівництво, що містить матеріал з Basic, Expert, Companion і Master Rules). У 1994 набір був перейменований у Classic Dungeons & Dragons Game, а в 1999 перевиданий у виглядіDungeons & Dragons Adventure Game.
Advanced Dungeons & Dragons (AD & D) була складнішою версією. Між 1977 і 1979 роками вийшло три великі книги правил, які отримали назву Основного керівництва: Player's Handbook (PHB), Dungeon Master's Guide (DMG) і Monster Manual (MM).
У 1989 році AD&D була перевидана (Друга редакція), правила знову зібрали у вигляді трьох книг. Вони містили доповнення та виправлення, які публікувалися протягом десятиліття. Monster Manual було перероблено в Monstrous Compendium, на основі якого в 1993 створено Monstrous Manual.
Друга редакція зазняла значних змін. Під впливом громадськості були видалені такі класи, як assassin (вбивця) і monk (чернець). Істоти демони і дияволи були спочатку перейменовані, а потім повністю вилучені з гри, попри протести прихильників гри. Цільовий вік гри знизився.
У 1995-му Короткий посібник було перевидано з невеликими доповненнями. Серед шанувальників це перевидання отримало назву AD&D 2,5.
У 1997 компанія-виробник TSR була куплена Wizards of the Coast. Нова компанія негайно почала розробляти нову версію гри. У 2000 Wizards of the Coast представила третє видання D&D, котре сильно відрізнялося від попередніх. Третя редакція правил спрямовувалася на створення великої гнучкості правил і стандартизацію механіки дій. Основа правил була винесена в окрему систему d20, доступну за Open Game License.
У 2003 вийшло видання D&D 3,5. Воно додало безліч незначних змін і розширень для Третьої редакції. У серпні 2007 відбувся анонс 4-ї редакції, яка вийшла в червні 2008 року. Попередні матеріали (книги Wizards Presents: Classes and Races і Wizards Presents: Worlds and Monsters) вийшли в грудні 2007 і січні 2008. Основними відмінностями 4-ї редакції є: збільшення кількості рівнів класу з 20 до 30, значне посилення впливу вибраної раси на можливості персонажа, зміна в списку доступних для гри рас, впровадження спеціалізацій для воїнів («швидкий» або «потужний» стиль бою), зміна системи світоглядів та новий базовий сетинг.
На даний момент найновішою версією є D&D 5e, яка була анонсована у 2012 і вийшла у 2014 році. Ця редакція має лише 3 основні книги правил: Підручник Гравця, Книга Майстра і Посібник з Монстрів. П'ята редакція значно спрощена порівняно з попередніми, що привабило багатьох нових гравців. Існують скорочені основні правила для 5 редакції — System Reference Document (5e SRD) з відкритою ліцензією, які мають неофіційний український переклад.

## Ігрова література
Стартовий набір (Starter Set) — містить короткі посібники для ігрового майстра та гравців початкових рівнів, а також готові приклади персонажів.
Книга гравця (Players Handbook) — книга, де описані основи створення персонажа, керівництво з рас, класів та спорядження. Описуються правила подорожей, битв та розвитку героїв.
Посібник майстра (Dungeon Masters Guide) — містить поради та рекомендації щодо створення підземель і пригод, додаткові правила гри, описи магічних предметів.
Бестіарій (Monster Manual) — містить описи таких класичних чудовиськ D&D, як дракони чи беголдери, їхні характеристики.
Монстри Мультивсесвіту (Monsters of the Multiverse) - містить оновленні описи та характеристики класичних та нових чудовиськ в світі D&D, та правила і опис ігрових рас для персонажів гравців які до того були розсосередженні серед інших книг.

## Офіційні сетинги

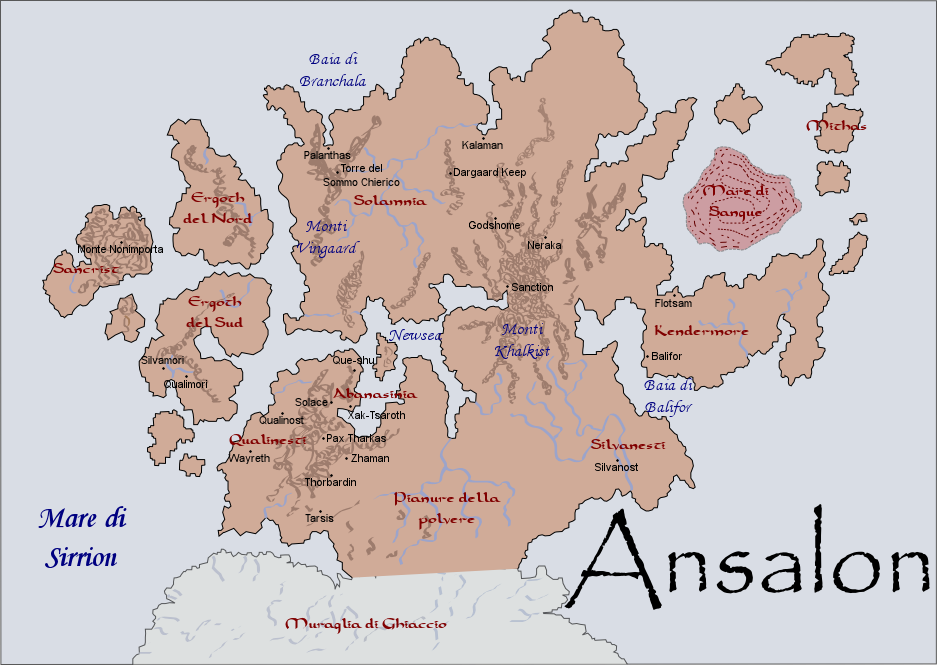
Карта Ансалона, головного материка сетингу Dragonlance

Офіційні сетинги (ігрові світи) Dungeons & Dragons:
- Greyhawk — основний сетинг, який задав стандарти для багатьох наслідувань, зокрема стосовно магії та істот. Описує світ Орт, зокрема країну Фланаес. Існує від появи D&D в 1974 році; перша окрема книга вийшла 1975-го. В наш час[коли?] офіційно підтримується Wizards of the Coast. У цьому сетингу також відбувається дія рольової відеогри The Temple of Elemental Evil: A Classic Greyhawk Adventure.
- Mystara — з кінця 1970-х. Не підтримується офіційно з 1999. До складу сетингу входять такі підсетинги:
  - Blackmoor — з народження D & D, 1974; перша окрема книга — 1979. Підтримується компанією Zeitgeist Games.
  - Hollow World — з 1990. Не підтримується офіційно з 1999.
  - Red Steel — з 1994. Не підтримується офіційно з 1999.
- Ravenloft — світ, утворений із фрагментів інших світів, зібраних в одному місці злими силами. Існує з 1983 року. З 2002 до 2006 року підтримувався компанією Arthaus, в 2006 Wizards of the Coast відкликала ліцензію.
- Dragonlance — описує світ Крінн, ключову роль в історії якого зіграли п'ятеро злих драконів, яких можна побороти лише Списом Дракона (власне dragonlance). Вирізняється численними і нестандартними для D&D расами. Існує з 1984 року. З 2002 до 2007 року підтримувався компанією Sovereign Press, навесні 2007 Wizards of the Coast відкликала ліцензію[13].
- Забуті Королівства — описує частину світу Абейр-Торіль — Фейрун, яка умовно відповідає середньовічній Європі. Складається переважно з дрібних країн і міст-держав. Є одним із найпопулярніших фентезійних сетингів. Існує з 1987 року. В наш час[коли?] офіційно підтримується Wizards of the Coast. У цьому сетингу відбувається дія таких рольових відеоігор, як Baldur's Gate, Icewind Dale, Neverwinter Nights. До складу цього сетингу входять підсетинги, які описують інші частини світу Абейр-Торіль (не підтримуються з 1999 року):
  - Kara-Tur (Oriental Adventures) — з 1986.
  - Al-Qadim (Arabian Adventures) — з 1992.
  - Maztica — з 1991.
- Spelljammer — описує світ з численним планетами та космічними подорожами, але у фентезійному антуражі та специфічними законами фізики. Існує з 1989 року. Не підтримується офіційно з 1999.
- Dark Sun' '— описує постапокаліптичний пустельний світ Атас (Athas), спустошений після магічного катаклізму. Особливостями сетингу є обмаль води та металів, придатних для обробки. Впроваджений з 1990 року. Не підтримується офіційно з 1999, але офіційно перевиданий для 4-ї редакції D&D в 2010 році[14].
- Planescape — з 1994. Не підтримується офіційно з 1999. Поєднує численні світи (плани) за завдяки порталам. У цьому сетингу відбувається дія рольової відеогри Planescape: Torment.
- Birthright — з 1995. Не підтримується офіційно з 1999.
- Eberron — з 2004. В наш час[коли?] офіційно підтримується Wizards of the Coast. У цьому сетингу відбувається дія MMORPG Dungeons & Dragons Online: Stormreach, що вийшла у 2006-му.
- Points of Light — стандартний сетинг 4-ї редакції гри. Описує світ в часи після падіння кількох місцевих імперій.

Крім того, для D&D були створені офіційні ігрові сетинги за ліцензійними авторськими світами: Conan, Red Sonja і Lankhmar.
Станом на літо 2007 року активно підтримувалися розробниками тільки такі сетинги: Forgotten Realms, Eberron. Сетинг Greyhawk вважається «базовим сетингом» третьої редакції D&D: якщо книга з D&D не присвячена певному ігровому світу, мається на увазі, що описувані в ній події, особистості та предмети належать до сетингу Greyhawk.
Нині Wizards of the Coast видає багато романів за окремими сетингом D&D. Такі світи як Dragonlance і Forgotten Realms відоміші завдяки саме романам, а не приналежністю до гри.

## Вплив
Dungeons & Dragons здійснила значний вплив на масову культуру, настільні рольові ігри та фентезі. Гра впровадила успішну концепцію ігрової партії, групи героїв, кожен з яких володіє як перевагами так і недоліками проти інших і мусить діяти в команді.
Низка істот із гри стала класичними для жанру фентезі, як наприклад, лічі та беголдери. Деякі фольклорні та міфічні створіння, переосмислені в Dungeons & Dragons, увійшли до масової культури саме в такій формі, як големи, духи стихій, немертві, гостровухі ельфи, а орків почали зображати зеленошкірими й остаточно відмежували від гоблінів як окрему расу (від часів Толкіна ці поняття стосувалися однієї й тієї ж жовто- або чорношкірої раси). Також сетинги Dungeons & Dragons стали прикладами для численних наслідувань. Їхніми примітними особливостями стали детальне пропрацьовування географії вигаданих світів та розгляд магії як основоположного фактора й альтернативи науці та техніці.
У 2016 році Dungeons & Dragons було внесено до національного музею ігор США як найбільш значущу для розвитку інших настільних рольових ігор та відеоігор.
Також у 2022 році вийшов четвертий сезон серіалу « Дивні Дива» (Stranger Things 4) у якому підлітки майже весь вільний від пригод час присвячували цій настільній грі (дії відбуваються у 80-тих). 